# NCSM CC-2
Le NCSM CC-2 ou HMCS CC-2 est un sous-marin de la Classe CC en service dans la Marine royale canadienne (Royal Canadian Navy) pendant la première Guerre mondiale.
Acquis par la Colombie britannique au début de la Première Guerre mondiale, le navire avait été initialement construit pour le Chili sous le nom d'Antofagasta. Cependant, après un différend avec le chantier naval, le Chili a refusé le sous-marin et les propriétaires du chantier naval ont vendu le navire au Canada à la place. Rebaptisé CC-2 au service du Canada, le navire a été mis en service en 1914 et est resté actif pendant toute la guerre. Après la guerre, le sous-marin a été désarmé et a été mis au rebut en 1920 et démoli en 1925.

## Conception et description
Contrairement à son frère, le CC-1, le CC-2 a été construit selon le modèle 19B. La disposition des tubes lance-torpilles à l'intérieur des sous-marins a conduit à des formes de coque différentes. Le CC-2 était armé de trois tubes lance-torpilles de 18 pouces (460 mm), deux à l'avant et un à l'arrière,, ce qui donnait au sous-marin d'un arc effilé. Le sous-marin utilisait des torpilles Whitehead Mk IV de 18 pouces (460 mm) qui avaient une portée de 1 000 yards (910 m) à 25 noeuds (46 km/h). La seule source de ces torpilles au Canada était le stock du NCSM Niobe et il a fallu un certain temps avant qu'elles ne soient expédiées aux sous-marins .
Le CC-2 déplaçait 315 t en surface et 379 t en immersion et avait une longueur de 48 mètres (m), une largeur de 4,6 m et un tirant d'eau de 3,4 m,. Le sous-marin  pouvait plonger à 61 m et contrairement aux sous-marins modernes, les ballasts principaux et les réservoirs de compensation étaient situés à l'intérieur. Le sous-marin était propulsé par un moteur diesel MAN 6 cylindres construits aux États-Unis sous licence. Le CC-1 pouvait transporter 20 270 lites de carburant diesel. Les deux sous-marins étaient conçus pour atteindre 13 noeuds (24 km/h) en surface et 10 noeuds (19 km/h) en immersion, mais le CC-1 a atteint 15 noeuds (28 km/h) lors d'essais en mer en novembre 1917. Le sous-marin avait un effectif de 2 officiers et 16 enrôlés.

## Construction et acquisition
Construit par la Seattle Construction and Drydock Company, le sous-marin a été lancé le 3 mars 1913 à Seattle, Etat de Washington, comme sous-marin Iquique pour le Chili. Cet accord est tombé à l'eau et le sous-marin, ainsi que le CC-2, ont été proposés et vendus au premier ministre de la Colombie-Britannique, Sir Richard McBride, juste neuf jours avant la déclaration de guerre en 1914,. Le 4 août 1914, le jour où le Royaume-Uni a déclaré la guerre à l'Allemagne, le sous-marin est parti de nuit pour garder le secret sur les gouvernements chilien, allemand et américain, pour être remis aux autorités de la Colombie-Britannique près de Victoria. Le gouvernement du Dominion du Canada a ensuite ratifié la vente, bien qu'une enquête parlementaire ait été menée sur le coût des deux sous-marins. Le sous-marin est entré en service pour la Marine royale canadienne sous le nom de CC-1 le 6 août 1914.
Le 3 août 1914,le  Antofagasta et son bateau-jumeau (sister ship) Iquique ont quitté Seattle en secret et se sont embarqués pour le Canada. Après avoir rencontré des représentants de la Colombie-Britannique en dehors des eaux canadiennes, le transfert a été effectué, la Colombie-Britannique payant 1,15 million de dollars pour les deux sous-marins. Les deux sous-marins ont été emmenés en Colombie-Britannique pour attendre l'approbation fédérale de l'accord. Le 7 août, le gouvernement du Canada a adopté un décret en conseil assumant la responsabilité et achetant les deux navires de guerre à la Colombie-Britannique, la seule province du Canada à avoir possédé des navires de guerre. Conformément à une pratique australienne antérieure, lorsque deux sous-marins britanniques de classe E avaient été rebaptisés AE 1 et AE 2 en ajoutant le "A" devant la classe pour désigner l'Australie, les deux sous-marins achetés par le Canada, ressemblant aux sous-marins britanniques de classe C, avaient deux "C" placés devant leur nom pour désigner le Canada et leur classe apparente, .
L'acquisition des sous-marins a fait l'objet d'un examen approfondi, d'une commission royale et d'une enquête, et les sous-marins ont été critiqués par les experts de la Royal Navy et même par la Electric Boat Company. Cependant, la Commission royale s'est par la suite prononcée en faveur de la décision d'acquérir les sous-marins.

## Service de la Marine royale canadienne
Mis en service le 6 août 1914 sous le nom de CC-2, le sous-marin a été affecté à la côte Ouest dans le port d'attache d'Esquimalt, en Colombie-Britannique, et a mené des opérations d'entraînement et des patrouilles pendant trois ans. Avec le croiseur Rainbow, les CC-1 et CC-2 ont été les seuls navires canadiens ou britanniques à défendre la côte Ouest du Canada entre 1914 et 1917. Dans le cadre de l'alliance anglo-japonaise, la Grande-Bretagne a laissé la défense de la Colombie-Britannique à la Force opérationnelle nord-américaine de la marine impériale japonaise.
En 1917, le sous-marin fut transféré sur la côte Est avec le CC-1 et le tender de sous-marins Shearwater. Le 21 juin 1917, les trois navires quittèrent Esquimalt. Au large du Cap Blanco, la flotte a subi un coup de vent et le CC-2 a roulé lourdement dans la mer, l'eau de mer contaminant les batteries du sous-marin. La moitié de l'équipage fut immobilisée par le chlore gazeux. La haute mer a également provoqué le rejet des hélices des deux sous-marins hors de l'eau, entraînant à son tour une surrégime des moteurs. La stabilisation de ce problème a ensuite provoqué la panne des cellules de batterie, qui ont fini par court-circuiter et déclencher des incendies électriques. Les incendies électriques ont conduit les équipages à ne faire fonctionner qu'un seul moteur diesel à la fois, l'autre étant généralement en réparation. Le CC-2 a fonctionné jusqu'à San Francisco, puis les deux sous-marins ont été remorqués jusqu'à San Diego. Confinée à faire du portage le long de la côte et à passer par la zone du canal, la flotte a dû s'arrêter à Kingston, en Jamaïque, pour effectuer des réparations. Le passage du groupe par le canal de Panama était la première fois qu'un navire de guerre transitait par le canal de Panama sous le White Ensign.
En partant de Kingston, les trois navires ont passé cinq jours à Charleston, en Caroline du Sud, pour effectuer d'autres réparations. La flotte a tenté de se mettre en route, mais est retournée à Charleston pour d'autres réparations. Ils sont repartis et ont frappé une tempête, la flotte se dirigeant vers Norfolk, en Virginie, où les sous-marins ont passé deux semaines dans le chantier naval de l'US Navy. Le groupe est arrivé à Halifax, en Nouvelle-Écosse, le 17 octobre 1917, pour se préparer à envoyer les deux sous-marins en Méditerranée et en Europe, .
Après leur arrivée à Halifax, on découvrit que les deux sous-marins avaient besoin d'une révision des moteurs et qu'aucun ne serait disponible avant la mi-août 1918. Ce n'est qu'après que l'Amirauté fut informée de leur état lamentable qu'elle annula cet ordre, puis ordonna qu'ils soient utilisés comme défense côtière sur la côte Est. Le CC-2 fut ensuite utilisé à Halifax comme bateau d'assistance à l'entraînement, pour former les navires de surface à la lutte anti-sous-marine,. Le sous-marin termina la guerre comme navire d'entraînement, ne repartant plus en patrouille avant l'Armistice.
Après la guerre, la Royal Navy a transféré les sous-marins de classe H H14 et H15 au Canada. La Marine royale canadienne ne pouvant exploiter à la fois la classe H et la classe CC, il a été décidé de mettre la classe CC en réserve. Les deux sous-marins ont été mis en vente en 1920 et ont été emballés avec le Niobe en vue de leur élimination. Les trois navires ont été vendus à la casse en 1925 et démantelés,.